# Lujza Amália badeni hercegnő
Lujza Amália badeni hercegnő, férjezett Lujza svéd királyi és vasai hercegné (németül: Prinzessin Luise Amalie von Baden, svédül: Prinsessa Luise av Wasa, teljes nevén Luise Amalie Stephanie; Schwetzingen, 1811. június 5. – Karlsruhe, 1854. július 19.) badeni hercegnő, házassága révén svéd királyi hercegné és Vasa hercegnéje.

## Élete
Lujza Amália hercegnő 1811-ben született a badeni trónörökös pár nyári lakhelyén öt nappal azelőtt, hogy édesapja Károly badeni nagyherceg néven Baden uralkodója lett. Édesanyja a Beauharnais-házból származó Stéphanie de Beauharnais grófnő volt, aki I. Napóleon francia császár örökbe fogadott leányaként francia császári hercegnői rangot viselt. Szülei politikai okból kötöttek házasságot, kapcsolatuk nem volt boldog, hosszú ideig külön háztartást is vezettek; és csak Napóleon és Károly Frigyes badeni nagyherceg unszolására lettek hajlandóak nyaraikat közös otthonban tölteni.
1830. január 9-én Karlsruhéban Lujza Amália hercegnő feleségül ment első unokatestvéréhez, az Oldenburg-ház Holstein-Gottorp ágából származó Gusztáv svéd királyi herceghez (Gustav Gustavsson av Wasa, 1799–1877), Vasa, Greve és Itterburg hercegéhez. Gusztáv herceg IV. Gusztáv svéd király legidősebb fiaként a svéd trón várományosa volt, ám édesapját 1809-ben katonai államcsínnyel megfosztották trónjától, így a királyi család száműzetésbe kényszerült. Maga Gusztáv herceg az osztrák császári hadseregben teljesített szolgálatot, ennek megfelelően a házaspár Ausztriában, a schönbrunni kastélyban lakott, két gyermekük is itt jött világra:
- Lajos herceg (1832. február 3. – 1832. február 7.), csecsemőként elhunyt,
- Karola hercegnő (1833. augusztus 5. – 1907. december 15.), Albert szász trónörökös herceggel kötött házassága révén 1873-tól Szászország királynéja.

Gusztáv herceg és Lujza Amália házassága gyorsan tönkrement, állítólag 1844 augusztusában el is váltak. A hercegnő ezután leányával visszatért Badenbe hogy édesanyjával éljen, elsősorban a nagyhercegné mannheimi kastélyában. Lujza Amália hercegnő, Vasa hercegnéje 1854. július 19-én hunyt el a badeni fővárosban.